# Œuvre d'art inachevée
 (octobre 2024).

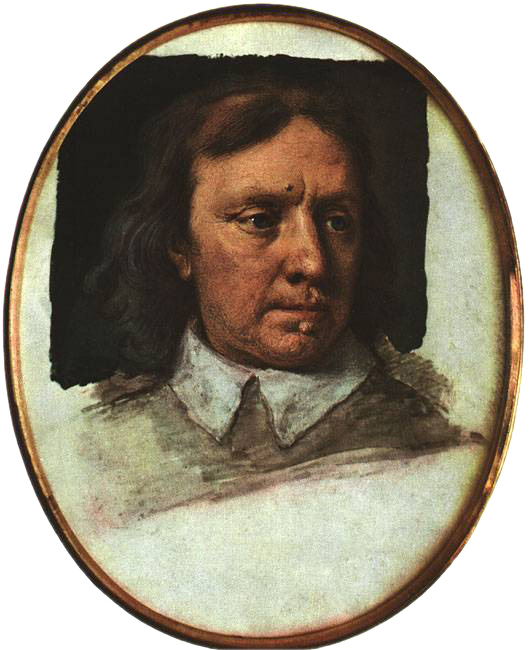
Un portrait miniature inachevé d'Oliver Cromwell par Samuel Cooper.

Une œuvre d'art inachevée est une peinture, un roman, une composition musicale ou une autre œuvre d'art n'ayant pas été achevée. Son créateur peut avoir choisi de ne pas la terminer, ou peut avoir été empêché de le faire par des circonstances indépendantes de son contrôle, telles que la mort. Ces œuvres font souvent l'objet de spéculations sur ce à quoi aurait ressemblé l'œuvre finie si le créateur original l'avait terminée. Parfois, les œuvres d'art sont finies par d'autres et publiées à titre posthume. Certaines œuvres inachevées ont eu une profonde influence dans leur domaine et en ont inspiré d'autres artistes dans leurs propres projets.
Le terme peut également désigner un travail en cours qui pourrait éventuellement être achevé (c'est-à-dire que le créateur est toujours vivant) et se distingue d'une « œuvre incomplète », désignant une œuvre qui a été terminée mais qui n'est plus dans sa forme complète (et est donc partiellement perdue).
Une œuvre peut être inachevée pour des raisons diverses. Le plus souvent, c'est la mort du créateur qui en est la cause, bien que certains artistes, conscients de leur état de santé précaire, fassent en sorte de laisser une dernière œuvre achevée. Si l'œuvre implique plusieurs personnes, comme un ensemble d'acteurs ou le sujet d'un portrait, elle peut être interrompue en raison de l'indisponibilité d'un collaborateur essentiel. Des projets trop grandioses sont parfois inachevables par nature. Il se peut aussi qu'une œuvre techniquement réalisable ne soit jamais achevée en raison de l'insatisfaction du créateur, qui de dépit finit par l'abandonner.
Certaines œuvres inachevées d'auteurs et artistes populaires peuvent quand même être rendues publiques, soit dans l'état où elles se trouvaient lorsque le travail a été interrompu, soit après avoir été terminées par un pair.
Dans certains domaines, une œuvre pourtant achevée peut sembler inachevée à dessein ; c'est notamment l'effet produit par technique « non finito » de Donatello en sculpture.

## Médias

### Littérature

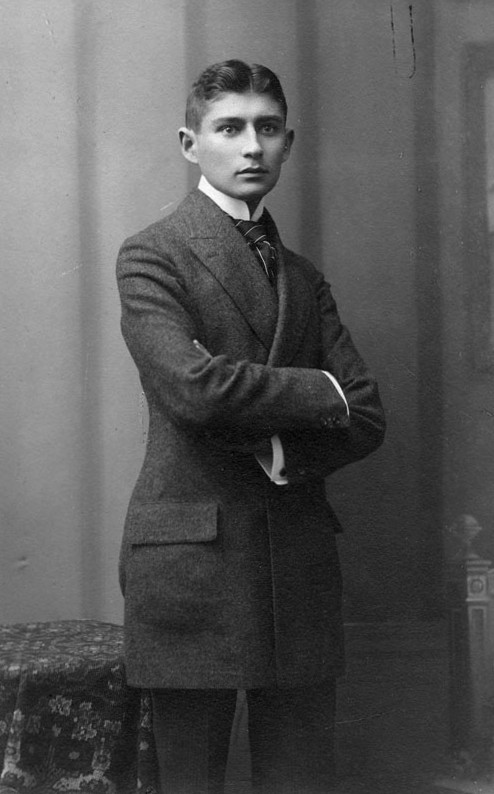
Les écrits inachevés de Franz Kafka ont été publiés après sa mort, malgré son souhait de les faire détruire.

De nombreux auteurs renommés ont laissé une œuvre incomplète. Certaines de ces œuvres ont été publiées à titre posthume, soit dans leur état incomplet, soit après avoir été achevées par un autre auteur, généralement un proche collaborateur.
C'est le travail des exécuteurs testamentaires littéraires de prendre en charge l'œuvre d'un écrivain après sa mort. Ils doivent souvent décider quoi faire d'une œuvre inachevée, en se basant sur leur propre jugement s'ils n'ont pas reçu d'instructions explicites. Dans certains cas, cela peut conduire à un évènement qui n'était pas prévu à l'origine pour l'œuvre, comme la publication des écrits inachevés de Franz Kafka par Max Brod, alors que Kafka avait souhaité qu'ils soient détruits ; ces œuvres sont devenues emblématiques de la littérature occidentale. La publication posthume de certains des romans inachevés d'Ernest Hemingway a suscité la controverse : plusieurs livres ont été publiés, mais il a été suggéré qu'il n'appartenait pas à sa famille ou à ses éditeurs de déterminer si ces œuvres devraient être mises à la disposition du public ; par exemple, les critiques littéraires notent souvent avec désapprobation que la version de The Garden of Eden publiée par Scribner en 1986, bien que ne modifiant pas le texte original d'Hemingway, en ait réduit le volume des deux tiers par rapport au manuscrit original. 

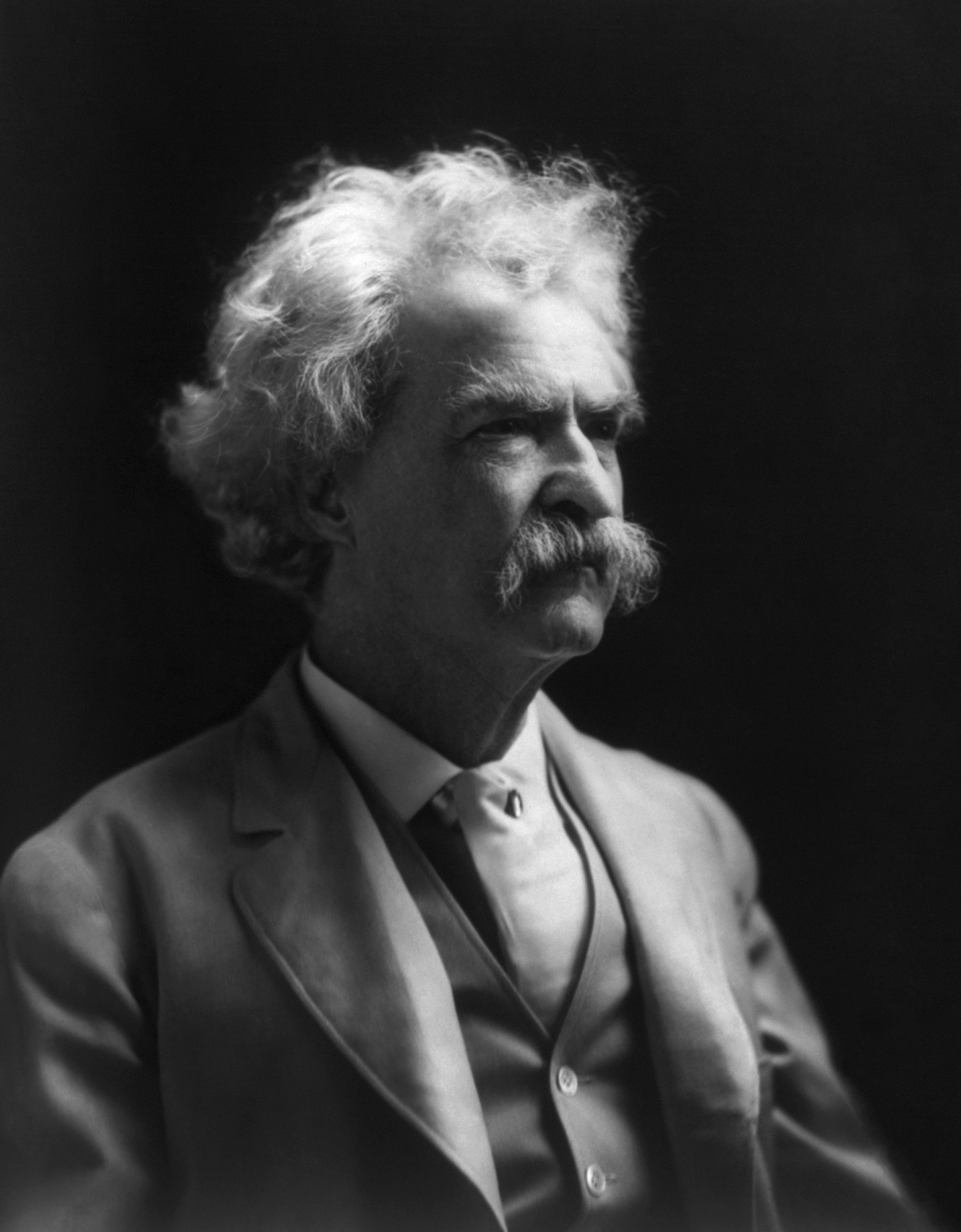
Mark Twain a écrit trois versions de The Mysterious Stranger sur une période de 20 ans, mais n'en a terminé aucune.

Un roman peut rester inachevé parce que l'auteur réécrit continuellement l'histoire. Lorsqu'il existe suffisamment de matériau à l'état de brouillon, quelqu'un d'autre peut compiler et combiner l'œuvre, créant une histoire achevée et cohérente à partir de plusieurs brouillons différents. Par exemple, The Mysterious Stranger de Mark Twain a été écrit en trois versions différentes sur une période de 20 ans, dont aucune n'a été achevée ; son biographe et exécuteur littéraire, Albert Paine, a combiné les histoires et a publié sa version composite six ans après la mort de l'auteur. De même, J. R. R. Tolkien a continuellement réécrit The Silmarillion tout au long de sa vie ; à sa mort, il n'existait pas de version définitive, ou même compilée sous une forme exploitable, certaines sections étant très fragmentaires. Son fils, Christopher Tolkien, a sollicité l'écrivain de fiction fantastique Guy Gavriel Kay à reconstruire certaines parties du livre, et ils ont finalement publié une version achevée en 1977. En 1980, Christopher Tolkien a publié un autre livre posthume issu de l'œuvre inachevée de son père, intitulé de façon appropriée Unfinished Tales. Entre 1982 et 1996, il a publié douze volumes de The History of Middle-Earth, dont une partie substantielle est constituée d'ébauches inachevées et incomplètes. En 2007, Christopher Tolkien a publié un autre roman de son père intitulé The Children of Húrin, là encore assemblé à partir de divers brouillons incomplets.
L'ampleur d'un projet peut être telle qu'une œuvre littéraire n'est jamais terminée. Geoffrey Chaucer n'a jamais terminé les Contes de Canterbury selon l'étendue qu'il avait initialement envisagée ; il avait cependant écrit une grande partie de l'ouvrage au moment de sa mort, et les Contes de Canterbury sont considérés comme une œuvre fondatrice malgré son statut inachevé. Le poète anglais Edmund Spenser avait initialement envisagé que The Faerie Queene se composerait de 12 livres ; même dans son état inachevé — 6 livres ont été publiés avant la mort de l'auteur — c'est le plus long poème épique en langue anglaise. Honoré de Balzac a achevé près de 100 livres pour sa série romanesque La Comédie humaine, mais 48 autres sont restés inachevés. Les notes et les plans d'intrigue laissés par un auteur peuvent permettre à un successeur de terminer un roman ou une série de romans. Frank Herbert a laissé derrière lui de nombreuses notes liées à son univers Dune, ce qui a permis à son fils Brian Herbert et à l'auteur de science-fiction Kevin J. Anderson de compléter plusieurs préquelles de la série populaire. Mervyn Peake, auteur des romans de Gormenghast, avait l'intention d'écrire une biographie complète du personnage principal, Titus, mais est mort en n'ayant terminé que trois livres de la série.
Certaines œuvres se présentent sous forme de sections distinctes, chacune écrite à des périodes différentes. Il peut en résulter qu'une œuvre paraisse complète alors que l'auteur avait l'intention de la poursuivre, ou lorsque d'autres auteurs tentent de simuler leur propre écriture dans le cadre de l'œuvre. Les quatre premiers chants du poème narratif de Lord Byron, Don Juan, ont été écrits en 1818 et 1819, et douze autres ont été achevés et publiés avant sa mort en 1824. De nombreuses « suites » de l'histoire avaient été publiées par diverses maisons d'édition, même entre les différents volets de l'histoire officielle, ainsi que plusieurs fausses conclusions. Byron avait l'intention de continuer l'histoire, comme en témoigne la découverte du 17e chant après sa mort, mais on ignore quelle longueur il envisageait ni quelle conclusion il avait imaginée ; Don Juan n'en reste pas moins considéré comme un de ses chefs-d'œuvre. Charles Dickens écrivait The Mystery of Edwin Drood sous forme de feuilleton mensuel ; à sa mort, il n'avait livré que six des douze épisodes prévus. L'histoire s'articulait autour du meurtre du personnage éponyme Edwin Drood ; comme l'histoire n'a jamais été terminée, le meurtrier n'a jamais été révélé. Le roman a quand même été adapté en film et en comédie musicale, avec pour cette dernière le concept original que meurtrier est déterminé par le vote du public.
Parmi les autres œuvres littéraires inachevées célèbres, citons : Hero and Leander de Christopher Marlowe (une version achevée a été publiée par George Chapman), Le Rêve dans le pavillon rouge de Cao Xueqin (chapitres 80-120), la deuxième partie du roman Les Âmes mortes de Nicolas Gogol, Bouvard et Pécuchet de Gustave Flaubert, Weir of Hermiston de Robert Louis Stevenson, Les Aventures du brave soldat Švejk de Jaroslav Hašek, Suite française d'Irène Némirovsky, Answered Prayers de Truman Capote, The Last Tycoon de F. Scott Fitzgerald, Uncertain Times de Richard Yates, Sanditon de Jane Austen, Le Mont Analogue de René Daumal, The Pale King de David Foster Wallace, The Final Unfinished Voyage of Jack Aubrey de Patrick O'Brian, Woyzeck de Georg Büchner, Das Schloss de Franz Kafka, Le Premier Homme d'Albert Camus.

#### Science, théologie et philosophie

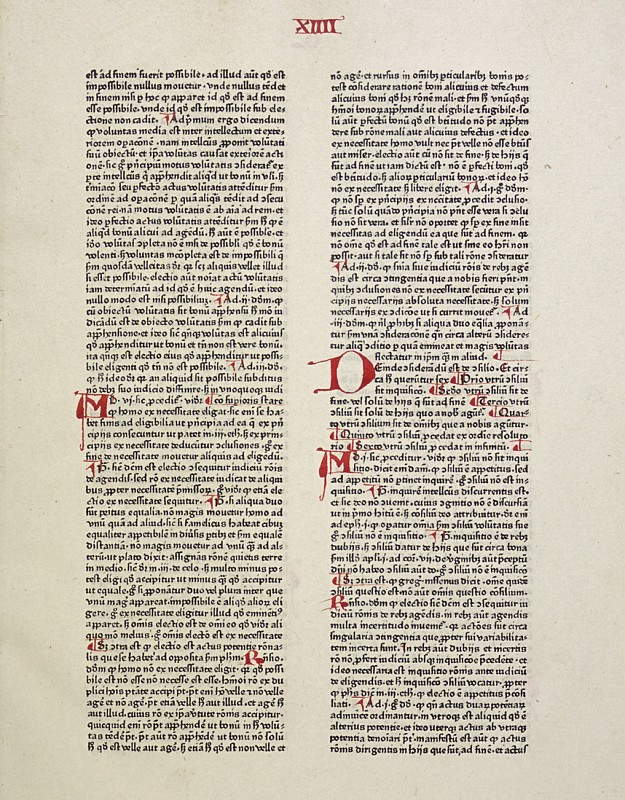
Saint Thomas d'Aquin a arrêté de travailler sur sa Summa Theologiae en 1273 après une expérience mystique.

Des œuvres religieuses ont également été laissées inachevées, ce qui a conduit à des débats sur l'hypothétique contenu manquant. Certains théologiens considèrent que l' Évangile de Marc, dans sa forme actuelle, est incomplet ; le texte après 16:8 n'est probablement pas original, créant ainsi des spéculations quant à savoir si l'auteur a été arrêté ou est mort soudainement, ou quant à savoir si la fin de l'évangile aurait pu rompre avec ce qui précède. Le commentaire coranique classique de l'islam sunnite, Mafatihu-l-Ghayb, mieux connu sous le nom de Tafseer Al-Kabeer (Tafsir al-Kabir (al-Razi)), par Fakhr al-Din al-Razi, est resté inachevé, et a été achevé soit par Qadi Shahab-ud-deen bin Khaleel al-Khauli, de Damas (mort en 639 AH), soit par Shaikh Najm-ud-deen Ahmad bin Al-Qamooli (mort 777 AH), comme mentionné dans Kashf-az-Zunoon. Le Masnavi de Rumi, poème le plus célèbre de la poésie soufie sunnite, est resté inachevé, et a ensuite été terminé par le mufti Ilahi Baksh Kandhlawi environ cinq cents ans après la disparition de Rumi. Le Bayán persan, un texte sacré du Babisme, est resté inachevé à la mort du Bāb. Selon diverses affirmations, le texte aurait été complété par d'autres auteurs, bien que le Bāb ait déclaré le texte serait terminé par celui que Dieu rendrait manifeste, Saint Thomas d'Aquin abandonna sa grande œuvre, la Summa Theologica, en 1273, évoquant une expérience mystique survenue pendant la messe. Ses arguments en faveur de l'existence de Dieu continuent d'exercer une influence sur la philosophie et la théologie chrétienne plus de 700 ans après. Dans la philosophie grecque, Critias de Platon est resté inachevé quand Platon est mort à l'âge de 80 ans.
Le document le plus influent dans la genèse de la technologie informatique fut le First draft of a report on the EDVAC de John von Neumann, un manuscrit de 101 pages datant de 1946, parsemé d'ellipses et d'espaces vides réservés à l'ajout d'éventuels compléments ; von Neumann ne l'a jamais achevé, car dès sa première diffusion en l'état, ce document avait déjà généré une explosion du développement de la technologie informatique durant l'après-guerre. Son élaboration du concept de programme enregistré et la formalisation de la conception logique de l'architecture informatique — idées qui n'étaient pas toutes dues à von Neumann mais qu'il a été le premier à exprimer dans le formalisme mathématique qu'il préconisait — perdurent dans les architectures des systèmes informatiques modernes.
Dans le domaine informatique également, le travail fondateur sur les algorithmes, The Art of Computer Programming de Donald Knuth, ne comporte que les trois premiers volumes sur sept initialement prévus.
Le premier véritable ouvrage historiographique, l'Histoire de la guerre du Péloponnèse par Thucydide, faisait l'objet d'une révision majeure par son auteur au moment de sa mort, de sorte que différentes sections de celui-ci reflètent une vision générale très contrastée de l'influence perse dans les événements décrits.

### Dessins, peintures et sculptures

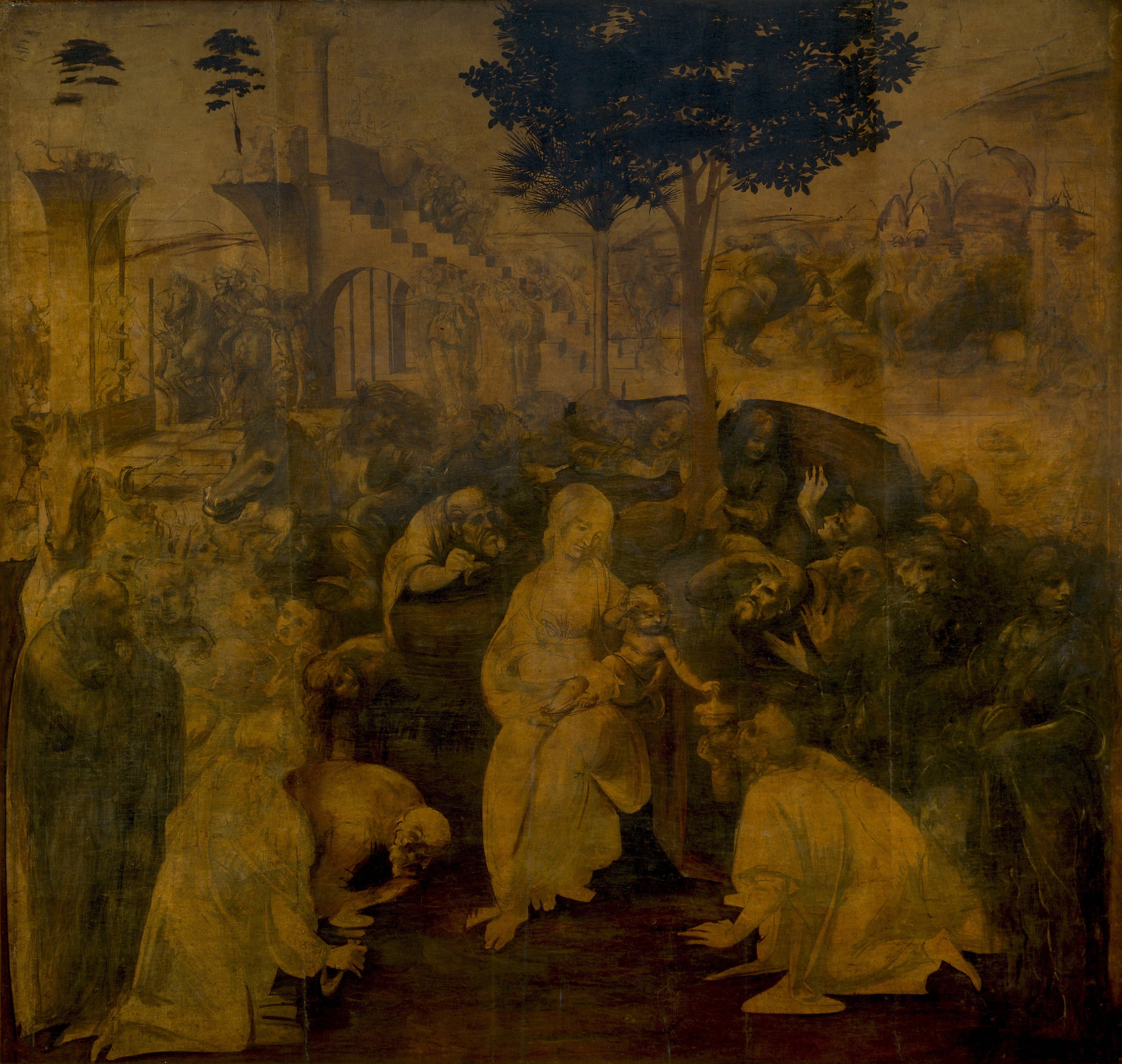
L'adoration des mages, une peinture inachevée de Léonard de Vinci.

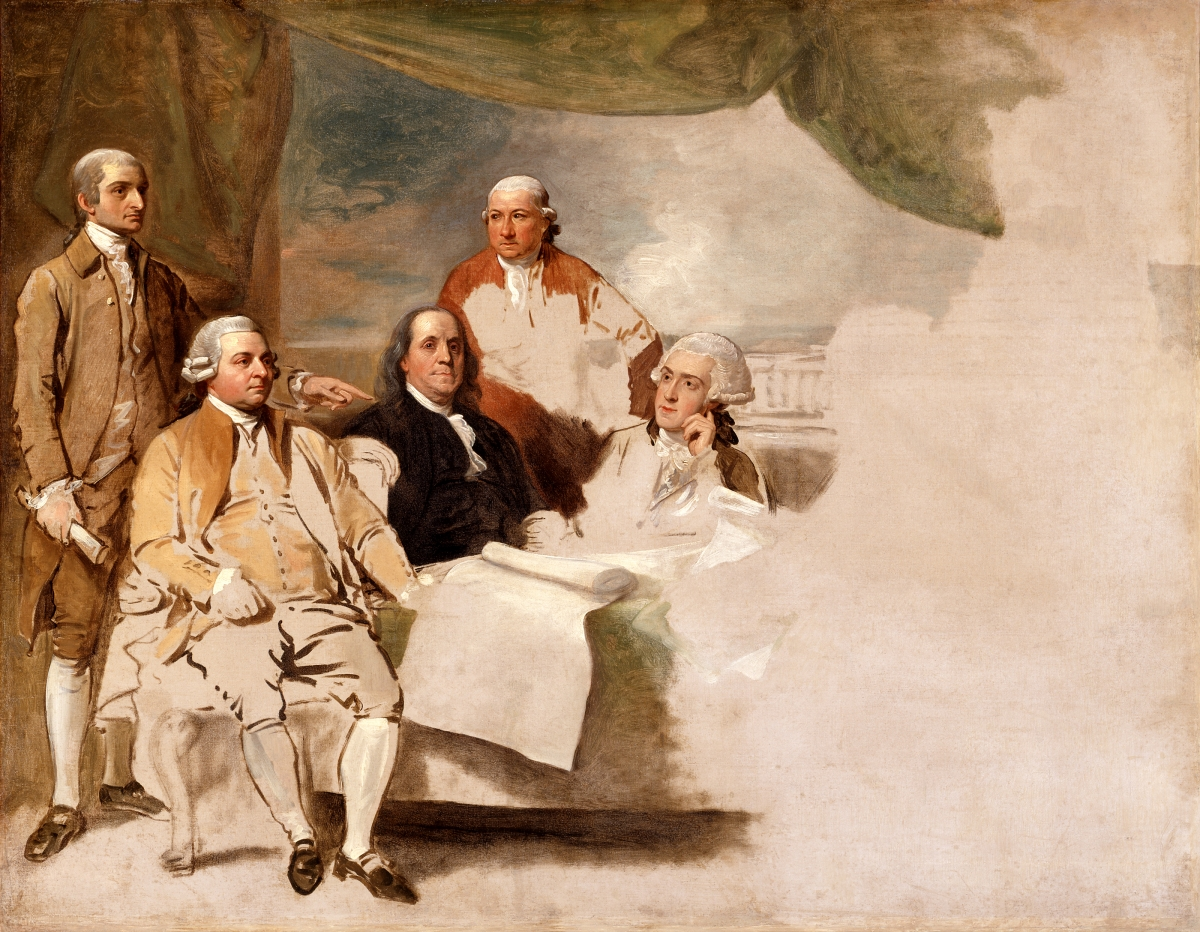
Traité de Paris, peinture de Benjamin West réalisée en 1783-84, montrant les délégués des États-Unis d'Amérique au Traité de Paris de 1783, ayant mis fin à la guerre d'indépendance, a laissé de côté les membres de la délégation britannique qui, par honte de la défaite de leur pays, ont refusé de poser, et ainsi le portrait n'a jamais pu être terminé.

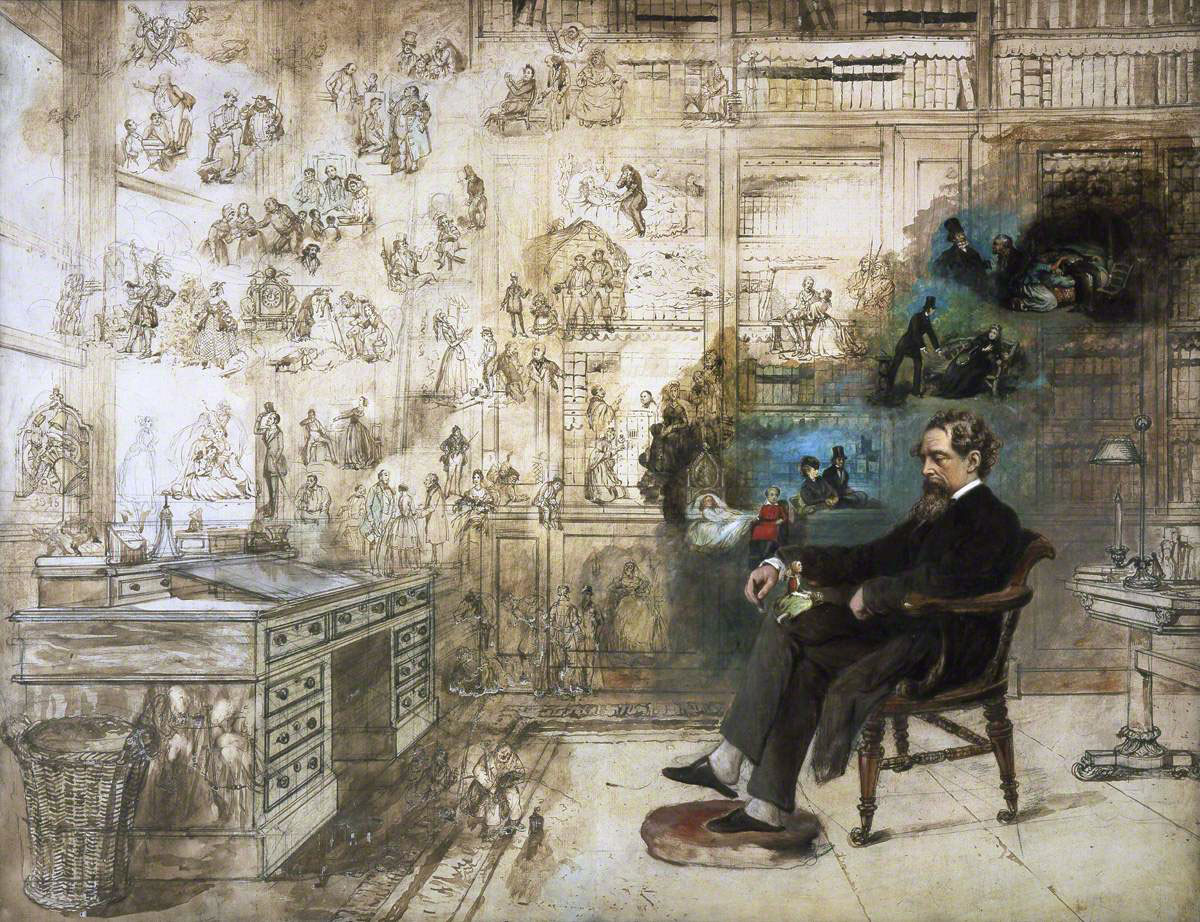
Dickens 'Dream, de Robert William Buss, commencé à la mort de Charles Dickens en 1870, et inachevé à la mort du peintre en 1875.

Un artiste peut laisser une œuvre inachevée pour diverses raisons. Une peinture peut rester inachevée si le sujet devient indisponible, par exemple du fait du changement d'un paysage, ou de la mort d'une personne peinte. Le Portrait inachevé de Franklin D. Roosevelt par Elizabeth Shoumatoff a été commencé le 12 avril 1945 vers midi, mais est resté inachevé lorsque Roosevelt est mort plus tard ce même jour. Dans d'autres cas, des circonstances extérieures peuvent empêcher l'exécution d'une œuvre d'art dont la conception est terminée. Ainsi, Léonard de Vinci avait développé des croquis et des modèles pour une statue équestre de 7 mètres de hauteur, nommée Gran Cavallo, mais le bronze requis pour fondre la statue a été détourné pour fabriquer des canons. Cinq cents ans plus tard, deux sculptures grandeur nature ont été réalisées sur la base de son travail préparatoire. Robert William Buss a laissé inachevé son tableau le plus célèbre, Dickens' Dream, tout comme Charles Dickens lui-même avait laissé un roman à moitié complet à sa mort.
Selon le support utilisé, il peut être difficile pour un autre artiste de terminer une œuvre d'art inachevée sans l'endommager. Certains artistes ont terminé les peintures de leurs mentors ; ainsi, on pense que Giulio Romano a achevé La Transfiguration de Raphaël, et que Titien a achevé Vénus endormie de Giorgione.
Au lieu de chercher à achever une œuvre inachevée d'un artiste, en particulier lorsque de nombreuses années se sont écoulées, un autre artiste peut s'en inspirer pour créer sa propre version. Ainsi, Michel-Ange a laissé plusieurs sculptures et peintures inachevées, ainsi que des croquis et ébauches, ayant inspiré ses disciples. Si une œuvre inachevée est une commande, le travail de finalisation est généralement confié à un autre artiste. Par exemple, le travail de Léonard de Vinci sur L'adoration des Mages pour le monastère de San Donato a été interrompu quand il a quitté Florence pour Milan. Ayant toujours besoin d'un retable, les moines ont employé Filippino Lippi pour en créer un. Les deux tableaux sont maintenant accrochés dans la Galerie des Offices.
Les peintures sont généralement esquissées sur la toile avant le début des travaux et les sculptures sont souvent planifiées à l'aide d'une maquette. Ces œuvres intermédiaires peuvent être autant recherchées, voire davantage, que les œuvres achevées d'artistes réputés, car elles aident à révéler le processus créatif de l'artiste en question. Gian Lorenzo Bernini, un sculpteur de la période baroque, fabriquait ses bozzetti (terme italien désignant un prototype de sculpture) en cire ou en terre cuite pour montrer à ses commanditaires l'aspect envisagé de l'œuvre finale. Onze de ces bozzetti ont été dévoilés à une exposition à l'Art Institute of Chicago en 2004. Certains musées se spécialisent dans les collections de maquettes, comme le Museo dei Bozzetti à Pietrasanta, en Italie.
Pendant la Renaissance, Donatello a fait des sculptures semblant inachevées, en ne sculptant qu'une partie du bloc, laissant le sujet sculpté apparaître comme coincé dans le matériau. Il a appelé cette technique « non finito », procédé utilisé par d'autres artistes depuis lors.
À l'ère des médias de masse, un travail incomplet peut être rendu public en raison d'une forte demande de productions inédites de l'artiste. Par exemple, Tintin et l'Alph-Art, le 24e volume de la série de bande dessinée Les Aventures de Tintin de Hergé, est resté inachevé à sa mort. Bien qu'il ait illustré une partie significative du livre, plusieurs planches n'existaient qu'à l'état d'esquisses, et l'histoire s'arrêtait brusquement, le dénouement étant manquant. Le livre a quand même été publié, et l'histoire peut être suivie malgré son inachèvement.

### Architecture, construction et ingénierie
De nombreux projets de construction ou d' ingénierie sont restés inachevés à divers stades de développement. Le travail peut être terminé sous forme de plan ou de blanc et ne jamais être réalisé, ou être abandonné pendant la construction.
Des travaux de construction peuvent être interrompus pour diverses raisons, notamment un contexte financier changeant, des faiblesses structurelles imprévues, un changement radical de la politique d'un pays ou autre évènement historique imprévisible. Par exemple, les travaux du Palais des Soviets, un projet qui visait à la construction du plus grand bâtiment du monde à Moscou, ont été interrompus lorsque la ville a été attaquée pendant la Seconde Guerre mondiale.
Certains bâtiments sont dans un cycle de construction quasi-perpétuel, avec des travaux qui durent des décennies, voire des siècles. Ainsi, la Sagrada Família d'Antoni Gaudí à Barcelone est en construction depuis 1882. Les travaux ont été retardés par la guerre civile espagnole, au cours de laquelle une partie des modèles originaux ont été détruits. À la suite de la restauration de ces modèles, les travaux ont repris et sont toujours en cours ; il est prévu que le bâtiment soit terminé en 2026. Actuellement, même avec des parties de la basilique incomplètes, c'est la destination touristique la plus populaire de Barcelone avec 1,5 million de visiteurs chaque année. Gaudí a passé 40 ans de sa vie à superviser le projet et est enterré dans la crypte. Toujours à Barcelone, la construction de la cathédrale de Barcelone a commencé en 1298, mais son dôme et sa tour centrale n'ont été achevés qu'en 1913, soit 615 ans plus tard. La cathédrale de Cologne a été édifiée entre 1248 et 1880, soit un total de 632 ans. 

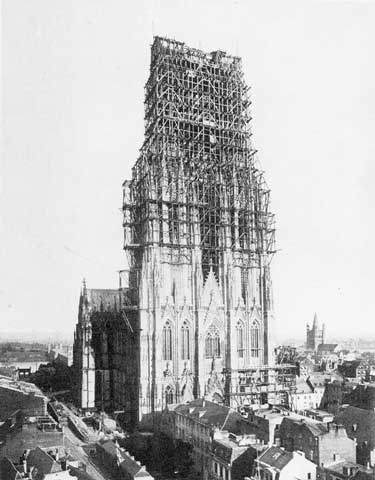
La construction de la cathédrale de Cologne a duré plus de 600 ans.

De nombreux projets n'atteignent pas la phase de construction et sont interrompus pendant ou après la planification. Louis II de Bavière a commandé plusieurs projets pour le château de Falkenstein, le quatrième plan étant très différent du premier. Les deux premiers modèles ont été refusés, l'un à cause des coûts et l'autre parce que son aspect a déplu au roi, tandis que le troisième architecte s'est retiré du projet. Le quatrième et dernier plan a été achevé et certaines infrastructures ont été préparées pour le site, mais le roi est mort avant le début des travaux de construction.

### Musique

#### Musique classique
De nombreuses symphonies inachevées ont été reconstituées par d'autres compositeurs à partir de ces manuscrits originaux, après la mort de l'auteur original, certaines étant restées inachevées pendant plusieurs décennies. Un des exemples les plus célèbres est la Symphonie n° 8 en si mineur de Franz Schubert, ou comme on l'appelle plus communément, la Symphonie inachevée. Une autre œuvre de musique classique inachevée célèbre est le Requiem de Wolfgang Amadeus Mozart, célèbre en partie en raison des nombreux mythes et légendes entourant sa création, et en partie en raison du prestige de Mozart. Au moment de sa mort, Mozart n'avait entièrement orchestré que le premier mouvement, laissant neuf autres mouvements dans différents états d'achèvement. Franz Xaver Süssmayr, une connaissance de Mozart, a terminé les neuf mouvements incomplets et en a écrit quatre autres. La Symphonie n°10 de Gustav Mahler était inachevée à la mort du compositeur, avec seulement des ébauches, des croquis et deux mouvements à l'orchestration presque complète. Plusieurs compositeurs en ont fait une version finalisée avec plus ou moins de succès, la plus notable étant celle de Deryck Cooke. 

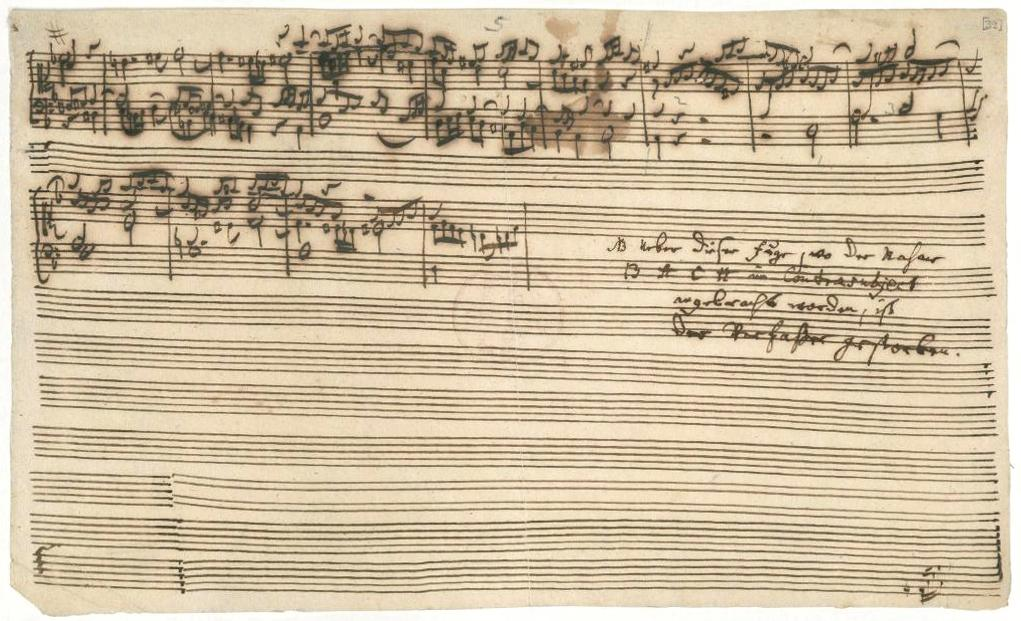
L'Art de la fugue de J. S. Bach s'interrompt brusquement lors du Contrapunctus XIV.

L'Art de la Fugue de Johann Sebastian Bach, composition brusquement interrompue au cours du Contrapunctus XIV, probablement peu de temps avant la mort du compositeur, a été publiée pour la première fois au milieu du XVIIIe siècle. De nombreuses reconstructions ont été écrites, mais, en 1991, Zoltán Göncz a utilisé la forme d'une fugue de permutation de manière à formuler des hypothèses plus rigoureuses quant à la structure de la Fugue qui aurait dû suivre,,, Sir Edward Elgar composait une Symphonie n°3 à la fin de sa vie et a laissé 130 pages de croquis. En 1998, à l'initiative de la BBC, Anthony Payne a assemblé ces croquis dans un ordre cohérent, complété les segments manquants, puis orchestré l'ensemble dans le style d'Elgar ; sa reconstruction de l'œuvre a été jouée à plusieurs reprises avec un grand succès.
Certains opéras du XXe siècle sont restés inachevés à la mort de leurs compositeurs. Giacomo Puccini a laissé le finale de Turandot inachevé, et la musique manquante a été créée par Franco Alfano pour la première en 1926 ; plus récemment, Luciano Berio a composé une fin alternative. Alban Berg n'avait terminé que les deux premiers actes de son opéra Lulu à sa mort en 1935 ; en raison des objections de sa veuve, ce n'est qu'en 1979 qu'une version complétée a été jouée, avec une musique pour l'acte final conçue par Friedrich Cerha d'après les croquis de Berg.
D'autres œuvres musicales inachevées mais exécutables sont simplement interprétées dans leur état incomplet. L'exemple le plus célèbre est la Symphonie inachevée de Schubert, citée ci-dessus. La Symphonie n°9 d'Anton Bruckner est exécutée sans finale. Pour Gesangsszene de Karl Amadeus Hartmann, les derniers mots du texte de Jean Giraudoux, laissés en suspens à la mort du compositeur, sont simplement prononcés par le soliste.

#### Enregistrements modernes
De nombreuses démos sont publiées officiellement si l'artiste n'a pas pu (ou n'a pas voulu) terminer l'œuvre, ou rendues disponibles sous forme d'enregistrements bootleg. La popularité indéfectible des Beatles a conduit au milieu des années 1990 à la sortie de « Free as a bird » et « Real love » après que les membres survivants du groupe eurent assemblé et complété des enregistrements inachevés du défunt John Lennon. Les deux chansons ont atteint le top cinq du classement britannique des singles.
En 1969, les Beatles ont commencé à travailler sur un album intitulé provisoirement Get Back, lequel n'a jamais été terminé. La plupart des chansons de Get Back ont finalement été utilisées pour l'album Let It Be, finalisé par Phil Spector alors que le groupe était déjà séparé. 

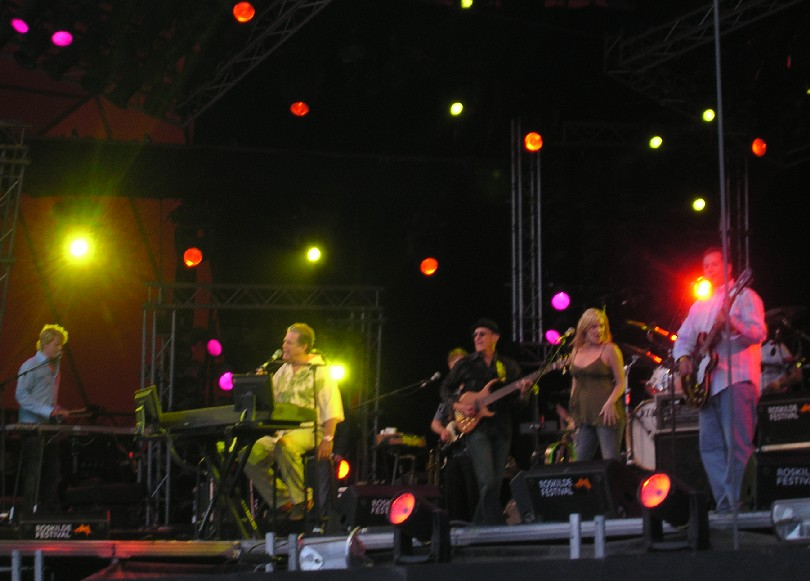
Brian Wilson interprète Smile en tant qu'artiste solo en 2005.

Smile des Beach Boys est considéré comme l'album inédit le plus légendaire de l'histoire de la musique pop, Enregistré entre 1966 et 1967, Smile devait succéder à Pet Sounds (1966) et poursuivre l'évolution radicale amorcée par ce dernier, mais pour une pléthore de raisons — notamment la détérioration de la santé mentale du concepteur du projet Brian Wilson, et les frictions entre les membres du groupe et les dirigeants de leur maison de disque — le groupe a abandonné le projet, après de nombreuses sessions d'enregistrements ; seuls quelques morceaux presque achevés ont été inclus à des albums ultérieurs, beaucoup moins ambitieux. En 2004, soit 37 ans plus tard, Wilson et son parolier Van Dyke Parks sont entrés en studio pour ré-enregistrer les compositions d'origine, et finaliser l'œuvre, publiée en tant qu'album solo de Brian Wilson. Cet album a ensuite été utilisé comme modèle pour construire une version finalisée de l'album des Beach Boys à partir des sessions d'enregistrement originales, le résultat ayant été publié en 2011.
Janis Joplin est morte d'une overdose lors des sessions d'enregistrement de Pearl. L'album est sorti trois mois après sa mort avec dix chansons, dont deux enregistrements manifestement incomplets : « Buried alive in the blues » est un instrumental, tandis que « Mercedes Benz » est une chanson chantée a cappella.
Parmi les autres albums de rock inachevés restés célèbres, citons : l'opéra rock Lifehouse de The Who (dont les morceaux les plus avancés ont été inclus à Who's next, considéré comme un des sommets du groupe), The Basement Tapes de Bob Dylan, First rays of the new rising Sun de Jimi Hendrix, My sweetheart the drunk de Jeff Buckley.  Ces albums ont été publiés, tout ou en partie, sous diverses formes, dans les années qui ont suivi, Lifehouse étant un autre cas d'utilisation de démos afin de présenter un travail finalisé.
Certains artistes s'efforcent de faire en sorte que leur dernière œuvre soit achevée (autant que possible) avant de ne plus être capable d'y travailler pour raisons de santé. Ainsi, Johnny Cash, conscient de son état de santé déclinant, s'est assuré d'enregistrer les voix de 60 nouvelles chansons, dont la musique pourrait être terminée après sa mort. Ces chansons ont été compilées par le producteur Rick Rubin et publiées dans les deux albums posthumes American V: A hundred highways et American VI: Ain't no grave. Cependant, tous les artistes n'ont pas l'opportunité de terminer leur œuvre avant leur mort, et les enregistrements rendus publics peuvent être fort différents de ce que l'artiste avait envisagé. Par exemple, quand From a basement on the hill d'Elliott Smith est sorti à titre posthume en 2004, le producteur qui avait travaillé avec lui sur l'album a déclaré que celui-ci, s'il avait été achevé selon la volonté de son auteur, aurait eu plus de chansons, et un mixage différent, plus percutant.
À la mort de Karen Carpenter en 1983, de nombreux morceaux des Carpenters sont restés inachevés ; son frère Richard Carpenter en a finalisé et publié plusieurs au cours des décennies suivantes. Une plage inédite sur la compilation Interpretations (1995) a été élaborée à partir d'un enregistrement vocal préparatoire de Karen pour la chanson « Tryin' to get the feeling again », reprise de Barry Manilow qui devait figurer sur l'album Horizon (1975) mais en a finalement été écartée. Cet enregistrement avait été perdu pendant des années à cause d'une bande mal étiquetée. Des parties de cordes, de piano et des chœurs ont été ajoutés à la voix principale de Karen. De façon similaire, la chanson « Rainbow connection », écrite par Kenny Ascher et Paul Williams  pour chanter comme le personnage de Kermit (joué par Jim Henson) dans The Muppet Movie (1979), a été reprise par les Carpenters pour l'album Made in America (1981), mais finalement écartée, car elle ne plaisait pas à Karen ; la piste vocale de Karen a été complétée par une mélodie jouée sur piano jouet, avec des arrangements de cordes et des chœurs, et la chanson est sortie en 2001 sur As time goes by (en), considéré comme le dernier album en studio du duo.

### Cinéma

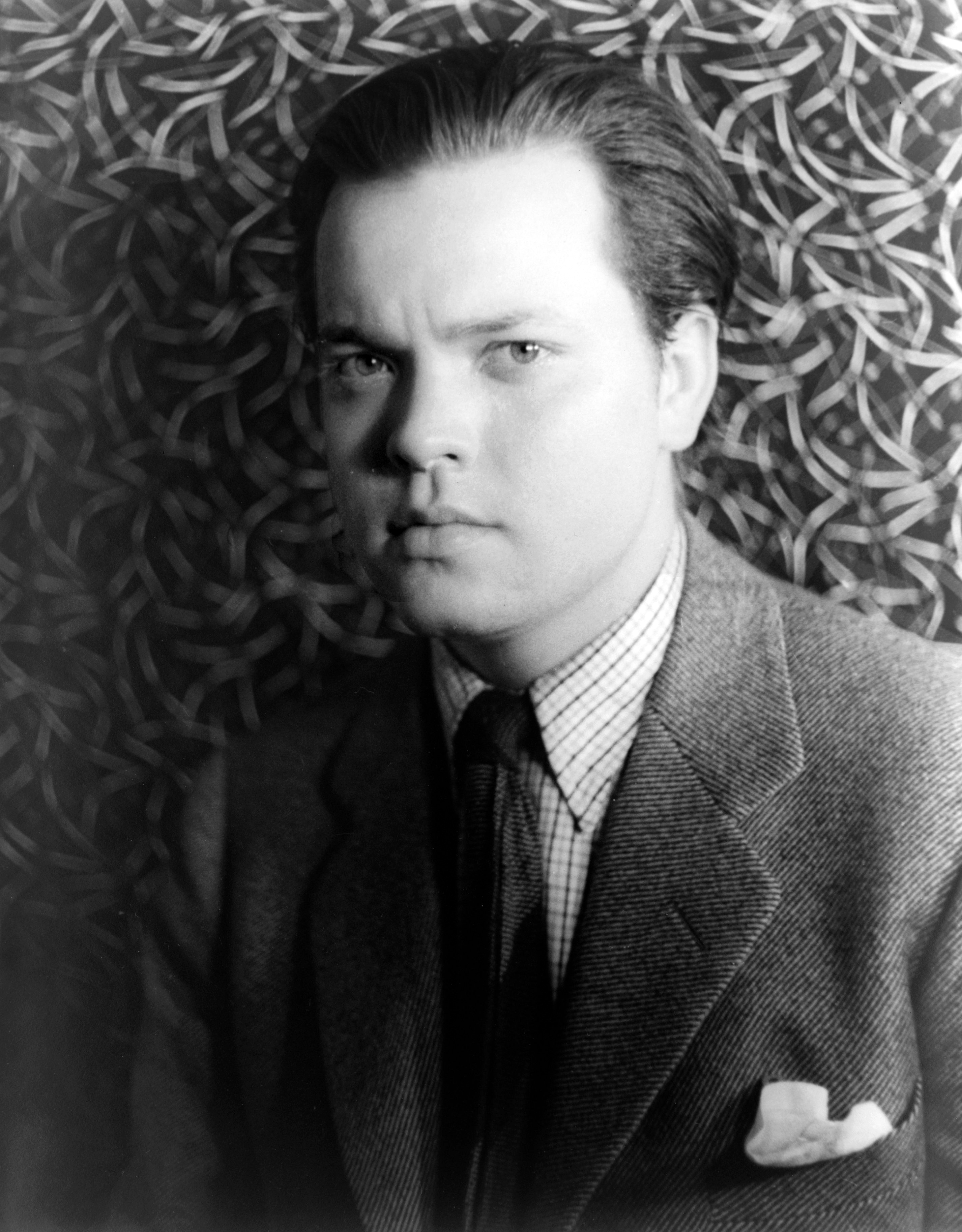
Orson Welles a laissé de nombreux films inachevés.

Les films peuvent ne pas être terminés pour diverses raisons, certains étant abandonnés à différents stades de la production. Arrive alive (en) a été abandonné après une semaine de tournage, quand il s'est avéré que la comédie n'était pas à la hauteur de son scénario. L'abandon d'un film avant toute exploitation commerciale peut avoir un coût important : ainsi, Arrive alive a coûté 7 millions de dollars à la production.
Comme le cinéma nécessite la collaboration d'un grand nombre de personnes, un film peut rester inachevé à cause d'une blessure ou du décès d'un acteur. Alors qu'un membre de l'équipe de réalisation (même le réalisateur ou le scénariste) peut généralement être remplacé, il est beaucoup plus difficile de remplacer un acteur si de nombreuses scènes ont déjà été filmées, ou si le rôle est particulièrement associé à un physique, une voix, une personnalité. Par exemple, Dark Blood a été annulé à 80% de sa réalisation à la suite de la mort de l'acteur vedette River Phoenix. Le film a néanmoins été présenté à un public privé  invité, le 27 septembre 2012, au Festival du film néerlandais à Utrecht, aux Pays-Bas. Certains films ont été achevés malgré un tel drame. Un exemple célèbre est Game of Death avec Bruce Lee dans le rôle principal ; à la suite de sa mort, le film a été terminé avec Tai Chung Kim, un sosie du défunt, et Yuen Biao en tant que doublure pour les scènes d'action. Son fils, Brandon Lee, a été victime du même sort : il est mort alors que le film The Crow était presque achevé ; les scènes restantes ont été réalisées avec le cascadeur Chad Stahelski, le visage de Brandon Lee étant inséré par composition numérique sur la doublure.
Au cours de la carrière d'Orson Welles, ses films inachevés sont devenus légendaires. Pendant des décennies, il a travaillé sur une adaptation de Don Quichotte, affirmant que le film pouvait être terminé malgré la mort de ses deux acteurs principaux. Citizen Kane reste l'un des seuls films à être sortis conformes à sa vision, la plupart des autres ont soit été abandonnés, soit significativement remaniés par les studios. Sa mort le 10 octobre 1985 est survenue alors qu'il travaillait sur The other side of the wind et The dreamers (en), le premier ayant été finalisé en 2018 par Peter Bogdanovich.
Les films d'animation, peuvent aussi rester inachevés. The Thief and the Cobbler était un projet de film d'animation de Richard Williams, sur lequel il a travaillé pendant 26 ans, qui lui a été retiré pour être terminé par Fred Calvert. L' empreinte du film original a été diffusée en tant que bootleg, et il y a eu subséquemment plusieurs tentatives pour restaurer le film, notamment le montage dit « Recobbled » de Garrett Gilchrist.

### Télévision
Une série télévisée basée sur de longs arcs narratifs s'étalant sur plusieurs saisons, peut être annulée pour quelque raison que ce soit avant la production de tous les épisodes prévus, empêchant la résolution des différentes intrigues. Cela peut se produire en tout début de diffusion, voire avant le début de la diffusion. Afin d'obtenir un accord pour la diffusion d'une série, ses créateurs doivent généralement produire un épisode pilote, destiné à convaincre la chaîne ou le réseau de télévision de son potentiel artistique et (surtout) commercial ; or il n'est pas garanti que l'épisode pilote sera diffusé : en cas de refus du diffuseur, l'épisode a été produit en pure perte. Il arrive aussi qu'une chaîne annule la diffusion d'une série à la moitié de la saison pour la remplacer par une autre (voir mid-season replacement (en)). Une série n'ayant jamais été diffusée peut être considérée inachevée (plutôt que nulle et non avenue) dans la mesure où des efforts substantiels ont été consacrés à son développement.
C'est plus fréquemment en fin de saison qu'une série peut être annulée si la chaîne ne renouvelle pas le contrat de diffusion. Dans une telle situation, les créateurs de la série (si la décision est connue suffisamment en amont) peuvent modifier les épisodes en cours de réalisation de deux façons différentes : soit se résigner à cet arrêt prématuré, et improviser une fin résolvant autant d'intrigues que possible, pour la satisfaction des spectateurs ; soit, au contraire, faire le pari audacieux de susciter la surprise et l'expectative des spectateurs, voire un emballement médiatique ou un buzz, en terminant délibérément l'épisode final sur une situation de grande tension dramatique, ou introduisant un élément totalement inattendu, suggérant que l'histoire est bien plus complexe qu'il apparaissait jusque là, dans l'espoir de raviver l'intérêt du public et de convaincre ainsi les responsables de la programmation de revenir sur leur décision. Une telle stratégie, si elle échoue, peut générer du dépit voire de la colère de la part du public, la série étant quand même annulée dans un état d'inachèvement flagrant. C'était le cas par exemple pour la série Iron Fist de Marvel, annulée au bout de deux saisons.
Certaines séries inachevées peuvent être relancées, et dans ce cas, ou bien s'achever alors de façon satisfaisante, ou bien au contraire se terminer à nouveau dans un état de non-résolution. Samurai Jack et Star Wars: The Clone Wars sont deux séries animées représentatives du premier cas. Samurai Jack a été annulée en 2004 après quatre saisons sans résolution de son intrigue centrale, puis une cinquième et dernière saison a été réalisée en 2017. Star Wars: The Clone Wars a été annulée en 2013 à la moitié de sa durée initialement prévue, à la suite du rachat de Lucasfilm par Disney, puis il a été décidé de la relancer et de la terminer avec une saison de conclusion, diffusée en 2020. Le film Scooby-Doo! and the curse of the 13th ghost a été produit pour résoudre été chargé de résoudre une faille narrative (plot hole) du dessin animé relativement obscur du milieu des années 1980 The 13 Ghosts of Scooby-Doo. La série The X-Files est en revanche représentative du second cas : interrompue en 2002 à l'issue de sa neuvième saison, sans résolution satisfaisante de son intrigue principale, la série a été reprise une première fois en 2016, pour une mini-saison de 6 épisodes, s'achevant sur un cliffhanger, puis à nouveau en 2018, pour une saison un peu plus longue de 10 épisodes, n'apportant à nouveau aucune conclusion à l'intrigue principale, suscitant à chaque fois des critiques très négatives pour le dernier épisode,.
Enfin, il se peut que d'autres circonstances extérieures empêchent l'achèvement d'une série télévisée. En 1980, la mini-série Shada dérivée de Doctor Who a été abandonnée après qu'une grève a empêché les acteurs et l'équipe de réalisation d'accéder au studio, à la suite de quoi on a estimé que la réorganisation du tournage de la série était moins importante que l'enregistrement des programmes de Noël, si bien que les épisodes prévus sont restés inachevés. En 1992, des scènes filmées ont été assemblées, avec une narration en remplacement des scènes manquantes, pour une diffusion en vidéo VHS. Puis en 2017, les acteurs d'origine ont été réunis pour enregistrer les dialogues, tandis que les scènes manquantes ont été reconstituées en animation selon le script original.

## Considérations légales
Les œuvres inachevées sont généralement protégées par les lois sur le droit d'auteur du pays d'origine. Les États-Unis ont pris l'initiative de créer une loi qui mentionne spécifiquement les œuvres en cours de développement, selon laquelle les œuvres en cours de développement mais qui seront à l'avenir terminées peuvent être protégées par le droit d'auteur. Le 27 avril 2005, le Artist's Rights and Theft Prevention Act (loi sur les droits de l'artiste et la prévention du vol), une sous-section du Family Entertainment and Copyright Act (loi sur les divertissements familiaux et le droit d'auteur), a été inscrite dans la législation des États-Unis. Cette loi permet aux organisations ou aux particuliers de demander la protection du droit d'auteur sur des produits commerciaux inachevés, tels que des films, de la musique, et d'autres médias visuels ou sonores. Par exemple, un photographe peut préenregistrer une photographie en donnant une description écrite de ce à quoi ressemblera l'œuvre finale (ou un lot d'œuvres) avant que le travail soit terminé.